# 동제사
동제사(同濟社)는 1912년 7월 중국 상하이(上海)에서 결성된 한국의 독립운동 단체를 조직, 후원하기 위해 설립한 상회이자 무역 회사의 형태였지만 실제로는 항일과 공화주의 독립혁명단체였다.
신규식 등이 창립하였으며, 상점의 점원으로 등록된 인물은  신건식, 신석우, 신철휴, 조성환, 이극로, 문일평, 민제호, 이범석, 선우혁, 윤보선, 신형호, 이광, 신성모, 조소앙, 정인보, 조동호, 신채호, 박찬익, 변영만, 민필호, 서병호, 홍명희, 김규식, 박은식, 정원택 등이었으며 전성기에 상해 본부에반 300여명의 동제사 비밀결사 요원이 있었다.
공화주의자 예관 신규식이 1911년 3월경 중국 상해로 망명하여 그해 10월 청 황조를 멸망시키기 위한 중국의 공화혁명이었던 손문 등의 신해혁명에 참여하였다, 공화혁명의 성공으로 손문은 1912년 1월 1일 중화민국을 건국 하였다. 이들의 혁명 대열에 동참하여중국 공화국의 건국을 체험하고 목도한 예관 신규식은 1912년 5월 20일(음) 비밀결사체로서 동제사를 결성하였다. 그해 말 중국 혁명의 거목들로서 진기미, 송교인, 진독수, 당계요, 호림, 진과부, 오철성, 장계석, 이등휘 등은 중국 공화혁명에서 혈맹으로 맺어진 예관 신규식의 한국 공화혁명을 지지,지원하기 위하여 비밀조직 신아 동제사를 결성하였다. 동제사 수장 예관 신규식은 신아동제사의 동지들의 지대한 도움으로 1913년 독립혁명가 양성을 위한 박달학원설립, 1915년 대동보국단 조직, 1917년 대동단결선언과 1918년 신한청년당 결성. 대한독립선언에 의한 1919년 2.8동경선언 및 3.1혁명에 의한 건국과 연이어서 대한민국의 임시정을 수립할 수 있었다.
예관 신규식의 동제사는 민주와 공화의 새로운 나라로서 대한민국 건국과 임시정부 수립의 산실이었다.

## 명칭
동제사는 동주공제(同舟共济)에서 따온 이름으로서 생사를 함께 한다는 뜻이다.

## 동제사의 독립청원서
1919년 1월 25일 프랑스 파리강화회의에 처음으로 제출된 ‘프랑스어’ 한국독립청원서가 미국 국립문서기록관리청(NARA)에 보존되어 있다. 1919년 중국 상하이에서 프랑스 파리강화회의 참석을 위해 파리로 건너간 김규식이 기존에 알려진 신한청년당의 독립청원서와 함께 '한국독립공화당' 명의의 청원서도 가져간 것이다. 김규식이 파리에 도착해 제일 먼저 미국대표단에 제출한 문서는 신규식이 총재, 자신이 사무총장으로 표시된 한국독립공화당 청원서였다. 발신자는 가명을 썼으며 신규식은 '신정'(Shinjhung), 김규식은 '김성'(Kinshung)이다. 수신자는 우드로 윌슨 미국 대통령이다.
이 독립청원서는 김규식과 더불어 신규식과 동제사의 활약상을 보여주는 직접적 단서라고 할 수 있다. 청원서의 내용 전개도 여운형의 독립청원서와 구조가 다르다. 3·1 운동 발발 전후로 작성된 여러 종류의 독립청원서들은 대개 한민족의 위대한 역사, 일제의 부당한 합병, 한국 독립의 당위성을 호소하는 서술 구조를 갖고 있다. 반면 이번에 확인된 독립청원서는 파리강화회의에서 영국과 프랑스 등 승전국의 일원인 일본에 대해 우호적인 태도를 취할 것을 매우 경계하는 내용을 담고 있다. 미국 대통령에게 보내는 편지 형식으로 작성된 이 청원서는 일본의 음모로 부당하게 식민지가 된 한국 사정을 청취하고, 한국의 독립과 자유를 회복시켜 달라고 호소하는 내용이다.
| “ | 외국 열강은 일본이 한국에서 어떻게 통치하는지 알지 못한다. 가혹한 검열로 모든 뉴스가 외부 세계에 도달하지 못하고 있다. 이들(외국 열강)은 일본의 자애로운 보호하에서 아마도 한국이 여전히 자유롭다고 믿고 있다. … 열강들은 일본이 우리 정부를 몰락시킨 모든 조약들을 승인했기 때문에 불행한 한국인들을 위해 개입할 수 없다. | ” |

청원서에 대한 당시 미국 측 반응은 소극적이었다. 미국 대표단은 1919년 3월 말 대책회의 결과 “미국은 일본의 한국 병합을 승인했으며, 현재 이 문제는 미국 대표단에 제출할 사안이 아니다”라고 답했다.
미국 측은 당시로서는 한국 대표를 만날 필요가 없으나 미래에 활용할 경우를 생각해 이 청원서를 보관했다.
이화여대 정병준 교수는 최근 연구논문 ‘1919년, 파리로 가는 김규식’에서 김규식과 신규식 인맥이 매우 정교한 기획과 준비작업을 거쳐 시간 안배를 적절하게 하면서 조직적으로 독립운동을 펼친 게 확인된다고 기술했다. 지금까지 막연하게 알려진 것처럼 김규식이 단지 ‘영어를 잘한다는 이유로’ 신한청년당 대표로 선출돼 수동적으로 파리에 파견된 것이 아니라는 게 정 교수의 해석이다.

## 동아시아 연합활동
신정은 동제사의 영향력을 넓히고 더욱 많은 지원을 받기 위해 동제사의 협력단체 신아동제사(新亚同济社)를 조직하였다. 송교인, 호한민(胡汉民), 료중개(廖仲凯), 추로(邹鲁), 대계도(戴季陶), 진과부(陈果夫) 등 중국 거물급 인물들이 신아동제사에 가입하게 됨으로써 그 영향력은 크게 확대되었다.

## 같이 보기
| - 신규식 - 신채호 - 대종교 - 백산상회 - 한중호조사 - 신아동제사 - 신한청년당 - 최준 - 파리강화회의 | - 김규식 - 박찬익 - 신성모 - 신익희 - 신숙 - 윤보선 - 이광수 - 조성환 |